# Скотт, Питер
Сэр Питер Маркхэм Скотт (англ. Peter Markham Scott, 14 сентября 1909, Лондон — 29 августа 1989, Бристоль) — английский экоактивист, орнитолог, художник, спортсмен (призёр Берлинской летней Олимпиады-1936), морской офицер, член Лондонского королевского общества (1987; статут 12).

## Биография

### Ранние годы
Родился 14 сентября 1909 года в Лондоне в семье знаменитого исследователя Антарктики Роберта Скотта и скульптора Кэтлин Скотт (1878—1947). Он был назван в честь Питера Пэна, персонажа сказки шотландского драматурга Джеймса Барри, его крёстного отца. Среднее имя получил в честь сэра Клемента Маркэма, покровителя полярных экспедиций Роберта.
Ему было только два года, когда его отец погиб. Роберт Скотт в последнем письме своей жене советовал ей «воспитать мальчика, заинтересованного естествознанием, если Вы можете; это лучше, чем игры».
В 1922 году мать Скотта повторно вышла замуж, и его отчимом стал Эдвард Янг, 1-й барон Кеннет.
Образование Питер Скотт получил в Oundle School и Тринити-колледж (Кембридж).

### Спорт и искусство
Питер Скотт унаследовал талант художника от матери и показал свою первую выставку в Лондоне в 1933 году. Его богатая натура позволила ему следовать своим широким интересам в искусстве, живой природе и многих спортивных состязаниях, включая парусный спорт и катание на коньках.
В 1936 году во время Берлинской летней Олимпиады он представлял Великобританию и Северную Ирландию в парусном спорте и завоевал бронзовую олимпийскую медаль в малом классе яхт-одиночек.
В 1955—1969 годах был президентом Международной федерации парусного спорта.

### Вторая мировая война
В течение Второй мировой войны Скотт служил в Королевском флоте Великобритании, поступив на флот по примеру своего отца. Вначале П. Скотт нес службу на эскадренных миноносцах в Северной Атлантике, а затем в проливе Ла-Манш в единственном эскадроне малых торпедоносных канонерок Steam Gun Boat, воевавшем с немецкими торпедоносными катерами (Schnellboot, или S-boot). Ему также частично приписывают проектирование 'теневого камуфляжа'. За храбрость на море был удостоен боевого ордена Distinguished Service Cross (Крест отличной службы).

### После войны
В 1948 году основал природоохранную организацию Severn Wildfowl Trust (ныне Wildfowl and Wetlands Trust) в районе Slimbridge, (около Dursley, Глостершир, Англия), целью которой было сохранение дикой фауны болот.
В послевоенные годы Питер Скотт организовал несколько орнитологических экспедиций во всем мире и стал телевизионной персоной, популяризируя изучение дичи и заболоченных земель. Его телесериал Look на канале BBC выходил в 1955—1981 годах и стал популярным и ожидаемым во многих домах королевства.
Он написал и проиллюстрировал множество книг о природе, включая автобиографию The Eye of the Wind (1961). В 1950-х он также регулярно появлялся на радиостанции BBC в передаче Children’s Hour в серии «Nature Parliament».
Скотт увлекся планеризмом в 1956 году и стал британским чемпионом в 1963 году. Он был председателем Британской ассоциации планеризма (British Gliding Association, BGA) в течение двух лет с 1968 и был президентом Клуба планеристов Бристоля и Глостершира. Он также увлек этим спортом принца Филиппа, и тот стал покровителем и патроном BGA.
Скотт также продолжал с любовью относиться к парусному спорту, управлял 12-метровой яхтой Sovereign в регате на Кубок Америки в 1964 году.
В 1960—1963 годах Скотт был ректором Университета Абердина (University of Aberdeen), а в 1973—1983 годах — канцлером (Chancellor) Университета Бирмингема (University of Birmingham).
В 1962 году совместно с депутатом-консерватором Дэвидом Джеймсом он стал соучредителем Бюро по расследованию феноменов озера Лох-Несс. В 1975 году Скотт предложил научное название Nessiteras rhombopteryx для Лох-Несского чудовища.
Питер Скотт умер 29 августа 1989 года в Бристоле.

## Семья
В 1942 году 33-летний Скотт женился на 19-летней писательнице, актрисе и модели Элизабет Джейн Говард (26 марта 1923 — 2 января 2014). Спустя год у них родилась дочь Никола (ныне Никола Старкс, англ. Nicola Starks), ювелир-дизайнер. В 1946 году Элизабет ушла от Питера, их развод был оформлен в 1951.
В том же году во время экспедиции в Исландию Скотт женился на своей ассистентке Филиппе Талбот-Понсонби (22 ноября 1918 — 5 января 2010). Вскоре у них родилась дочь Дафила (англ. Dafila). Имя она получила по старинному научному термину, применяемому для шилохвости, Anas acuta). Дафила стала художницей, рисовала птиц. В 1954 году родился сын Фэлкон (имя также имеет отношение к орнитологии: англ. Falcon — сокол). Одно время он работал в туристической компании Quark Expeditions.

## Охрана природы

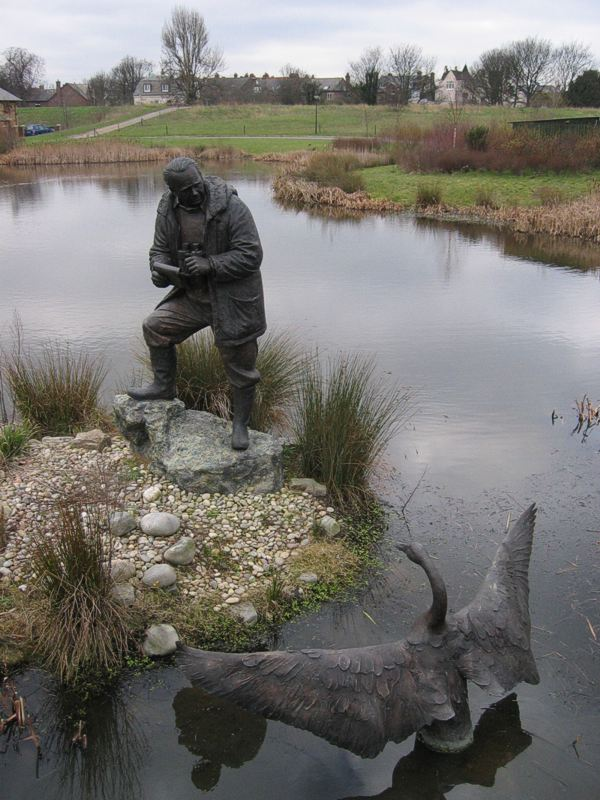
Памятник Сэру Питеру Скотту в WWT London Wetland Centre

Скотт в 1961 году был одним из основателей Всемирного фонда дикой природы (World Wide Fund for Nature, ранее — под названием World Wildlife Fund), разработав дизайн панды в качестве эмблемы фонда. Его руководство и работы в области охраны природы способствовали изменению политики Международной комиссии по промыслу китов (IWC) и принятию международным сообществом 1 декабря 1959 года в Вашингтоне Договора об Антарктике.
Скотт долгое время был вице-президентом Ассоциации британских натуралистов (British Naturalists' Association), которая после его смерти учредила награду в его честь — Peter Scott Memorial Award.
Он был основателем и президентом Society of Wildlife Artists (осн. в 1964).

## Основные публикации
- The battle of the narrow seas. Country Life, White Lion & Scribners, London, New York 1945-74. ISBN 0-85617-788-1
- A coloured key to the wildfowl of the world. Royle & Scribner, London, New York 1957-88.
- Wildfowl of the British Isles. Country Life, London 1957.
- The eye of the wind. (autobiography) Hodder, Stoughton & Brockhampton, London, Leicester 1961-77. ISBN 0-340-04052-1, ISBN 0-340-21515-1
- Animals in Africa. Potter & Cassell, New York, London 1962-65.
- My favourite stories of wild life. Lutterworth 1965.
- The wild swans at Slimbridge. Slimbridge 1970.
- The swans. Joseph, Houghton & Mifflin, London, Boston 1972. ISBN 0-7181-0707-1
- The amazing world of animals. Nelson, Sunbury-on-Thames 1976. ISBN 0-17-149046-0
- Observations of wildlife. Phaidon & Cornell, Oxford, Ithaca 1980. ISBN 0-7148-2041-5, ISBN 0-7148-2437-2, ISBN 0-8014-1341-9
- Travel diaries of a naturalist. Collins, London 1983. ISBN 0-00-217707-2, ISBN 0-00-219232-2, ISBN 0-00-219554-2
- The crisis of the University. Croom Helm, London 1984. ISBN 0-7099-3303-7, ISBN 0-7099-3310-X
- Conservation of island birds. Cambridge 1985. ISBN 0-946888-04-3

## Награды
- Орден Кавалеров Чести
- Орден Британской империи (CBE)
- Крест «За выдающиеся заслуги» (DSC)
- Медаль Zoological Society (FZS)
- Медаль Альберта (Королевское общество искусств) (1970)